# لورين هيل (لاعبة كريكت)
لورين هيل (24 أكتوبر 1946 - ) (بالإنجليزية: Lorraine Hill)‏ هي لاعبة كريكت أسترالية. شاركت مع منتخب أستراليا الوطني للكريكت.

## وصلات خارجية
- لورين هيل على موقع إي آس بي آن كريك إنفو (الإنجليزية)